# 大席河
大席河，流经中华人民共和国广东省连平县和新丰县，是新丰江左岸支流，连平县境内河段又称大埠河，发源于连平县东北部上坪镇的三株口，向南流经上坪镇、内莞镇和新丰县马头镇的大席（原大席镇），于麻坑以南汇入新丰江。河长73千米，流域面积630平方千米。